# Basilius (Bagaudenleider)
Basilius was een aanvoerder van de Bagauden in Spanje halverwege de 5e eeuw. Hij steunde de Suevische koning Rechiar tegen de West-Romeinse keizer Valentinianus III. De Spaanse bisschop van Chaves Hydatius noemt hem in zijn Kronieken en geeft enige informatie omtrent zijn optreden in de geschiedenis.

## Geschiedenis
In het Romeinse Rijk werden opstandige boeren Bagaudae genoemd. In onrustige tijden als de bevolking zwaar te lijden had van invallen door barbaren, burgeroorlogen of misoogsten vormden boeren die alles waren kwijtgeraakt, gewapende groepen om zich te beschermen. Daarbij voorzagen zij zich van levensonderhoud door te roven en plunderen. 
De rooftochten van de Suevische koning Rechila in de jaren dertig en veertig hadden een ontwrichtend effect op de Spaanse provincies Carthaginensis en Tarraconensis. Omstreeks die tijd wordt melding gemaakt van Bagauden in de Ebrovallei. Diezelfde Rechila sloot met opstandige boeren een bondgenootschap. Diens zoon Rechila nam vanaf 448 Bagauden als huurlingen op in zijn leger tijdens zijn operaties in Carthaginensis en Tarraconensis. Basilius was een Bagaudenleider met wie hij een verdrag sloot.  
In het voorjaar van 449 vielen de rebellen van Basilius een contingent Visigoten aan in Turiaso. De Visigoten werden verslagen en de overlevenden vluchtten naar een kerk waar ze werden afgeslacht. Ook de bisschop van de stad, Leo, werd het slachtoffer van het bloedbad. In juli 449 plunderde een Bagaudae-Suevencoalitie de stad Caesaraugusta en veroverde Ilerda.
Verdere bijzonderheden over Basilius’ leven ontbreken. Historici veronderstellen dat hij sneuvelde bij het neerslaan van de opstand in 454 door Frederik, de broer van Theodorik II, koning van de Visigoten of twee jaar later tijdens de Gotische oorlog in Spanje (456).  